# Liste der Bodendenkmäler in Offenberg
Auf dieser Seite sind die Bodendenkmäler in der niederbayerischen Gemeinde Offenberg zusammengestellt. Diese Tabelle ist eine Teilliste der Liste der Bodendenkmäler in Bayern. Grundlage ist die Bayerische Denkmalliste, die auf Basis des Bayerischen Denkmalschutzgesetzes vom 1. Oktober 1973 erstmals erstellt wurde und seither durch das Bayerische Landesamt für Denkmalpflege geführt wird. Die folgenden Angaben ersetzen nicht die rechtsverbindliche Auskunft der Denkmalschutzbehörde.

## Bodendenkmäler der Gemeinde Offenberg

### Bodendenkmäler in der Gemarkung Buchberg
| Lage                | Objekt | Akten-Nr.     | Bild |
| ------------------- | --- | ------------- | ---- |
| Buchberg (Standort) | Siedlung des Neolithikums. | D-2-7143-0148 |      |
| Buchberg (Standort) | Untertägige mittelalterliche und frühneuzeitliche Befunde im Bereich der Katholischen Kirche St. Leonhard in Buchberg. Siehe auch: St. Leonhard (Buchberg) | D-2-7143-0237 |      |

### Bodendenkmäler in der Gemarkung Metten
| Lage              | Objekt                                               | Akten-Nr.     | Bild |
| ----------------- | ---------------------------------------------------- | ------------- | ---- |
| Metten (Standort) | Station des Altpaläolithikums und des Mesolithikums. | D-2-7143-0048 |      |

### Bodendenkmäler in der Gemarkung Offenberg
| Lage                 | Objekt | Akten-Nr.     | Bild |
| -------------------- | --- | ------------- | ---- |
| Offenberg (Standort) | Grabhügel vorgeschichtlicher Zeitstellung. | D-2-7143-0054 |      |
| Offenberg (Standort) | Turmhügel des Mittelalters. | D-2-7143-0055 |      |
| Offenberg (Standort) | Untertägige mittelalterliche und frühneuzeitliche Befunde im Bereich des Schlosses Offenberg. Siehe auch: Schloss Offenberg                                                                    | D-2-7143-0056 |      |
| Offenberg (Standort) | Burgstall des Mittelalters. | D-2-7143-0057 |      |
| Offenberg (Standort) | Siedlung der Urnenfelder-, Hallstatt- und Latènezeit sowie des frühen Mittelalters. | D-2-7143-0058 |      |
| Offenberg (Standort) | Siedlung der Hallstatt- und Latènezeit sowie des frühen bis hohen Mittelalters. | D-2-7143-0059 |      |
| Offenberg (Standort) | Station des Mittel- und Jungpaläolithikums, Siedlungen des Spätneolithikums, der frühen Bronzezeit und der späten Latènezeit.                                                                  | D-2-7143-0060 |      |
| Offenberg (Standort) | Grabhügel vorgeschichtlicher Zeitstellung. | D-2-7143-0061 |      |
| Offenberg (Standort) | Siedlung vor- und frühgeschichtlicher Zeitstellung. | D-2-7143-0063 |      |
| Offenberg (Standort) | Untertägige mittelalterliche und frühneuzeitliche Befunde im Bereich des Kirchhofes und der Katholischen Pfarrkirche St. Vitus in Neuhausen. Siehe auch: St. Vitus (Neuhausen)                 | D-2-7143-0155 |      |
| Offenberg (Standort) | Untertägige mittelalterliche und frühneuzeitliche Befunde im Bereich des Schlossberges und Schlosses Himmelberg. Siehe auch: Schloss Himmelberg                                                | D-2-7143-0236 |      |
| Offenberg (Standort) | Untertägige mittelalterliche und frühneuzeitliche Befunde im Bereich der Katholischen Kirche St. Johannes der Täufer in Kleinschwarzach. Siehe auch: St. Johannes der Täufer (Kleinschwarzach) | D-2-7143-0246 |      |
| Offenberg (Standort) | Untertägige mittelalterliche und frühneuzeitliche Befunde einer Wüstung mit mittelalterlich-frühneuzeitlichem befestigten Adelssitz im Bereich der Einöde Wildenforst.                         | D-2-7143-0257 |      |

### Bodendenkmäler in der Gemarkung Penzenried
| Lage                  | Objekt                                                    | Akten-Nr.     | Bild |
| --------------------- | --------------------------------------------------------- | ------------- | ---- |
| Penzenried (Standort) | Burgstall des Mittelalters. Siehe auch: Burgstall Hartham | D-2-7143-0064 |      |